# Beaufortia
Beaufortia es un género de plantas de la familia Myrtaceae. 
Sus especies son nativas del sudoeste australiano - único lugar donde están  salvajes.  Es un género próximo al Melaleuca, caracterizándose también por  sus estambres agrupados.  Presenta, con todo, anteras en su base, mientras que en el Gro. Melaleuca  se disponen lateralmente. Prefieren ambientes secos;  planta apreciada para jardines com esas condiciones (principalmente Australia), por  sus flores que atraen algunas aves polinizadoras.

## Especies
- Beaufortia aestiva, K.J.Brooks
- Beaufortia anisandra, Schau.
- Beaufortia bicolor, A.Strid
- Beaufortia bracteosa, Diels
- Beaufortia carinata, A.Cunn.ex Loud.
- Beaufortia cymbifolia, Diels
- Beaufortia cyrtodonta, (Turcz.) Benth.
- Beaufortia dampieri, A.Cunn.
- Beaufortia decussata, Ker Gawl.
- Beaufortia elegans, Schau.
- Beaufortia empetrifolia, (Rchb.) Schauer
- Beaufortia eriocephala, Fitzg.
- Beaufortia heterophylla, Turcz.
- Beaufortia incana, (Benth.) A.S.George
- Beaufortia inops, Schauer
- Beaufortia interstans, F.Muell.
- Beaufortia macrostemon, Lindl.
- Beaufortia micrantha, Schauer
- Beaufortia microphylla, Turcz.
- Beaufortia orbifolia, F.Muell.
- Beaufortia pinifolia, F.Cels
- Beaufortia puberula, Turcz.
- Beaufortia purpurea, Lindl.
- Beaufortia schaueri, Preiss ex Schau.
- Beaufortia sparsa, R.Br.
- Beaufortia splendens, A.Dietr.
- Beaufortia sprengelioides, (DC.) L.A.Craven
- Beaufortia squarrosa, Schauer
- Beaufortia velutina, Turcz.